# تیم ملی والیبال مردان ترکیه
تیم ملی والیبال مردان ترکیه یک تیم والیبال متشکل از مردان والیبالیست کشور ترکیه است که به نمایندگی از این کشور در میادین بین‌المللی حاضر می‌شود. رده‌بندی جهانی اف‌آی‌وی‌بی این تیم در ۲۲ ژوئیه سال ۲۰۱۳، ۴۸ بوده است.